# 調建造
調建造（しらべ けんぞう、1984年5月8日 - ）は、香港出身のラグビー選手。香港代表。 

## プロフィール
- ポジションはスタンドオフ(SO)。
- 身長 173cm、体重 80kg

## 略歴
カンタベリー大学卒業後、2010年に豊田自動織機シャトルズへ加入。3シーズンプレーした。
2010年12月11日に行われたジャパンラグビートップリーグ第10節のトヨタ自動車ヴェルブリッツ戦で途中出場ながら公式戦初出場を果たす。
2013年、釜石シーウェイブスに加入。1シーズンプレーした。
2014年、日野自動車レッドドルフィンズに加入。
2017年、日野自動車レッドドルフィンズを退団した。